# Hendrick Zwaardecroon
|  | Dieser Artikel wurde auf den Seiten der Qualitätssicherung des Projektes Politiker eingetragen. Hilf mit, ihn zu verbessern, und beteilige dich an der Diskussion! |

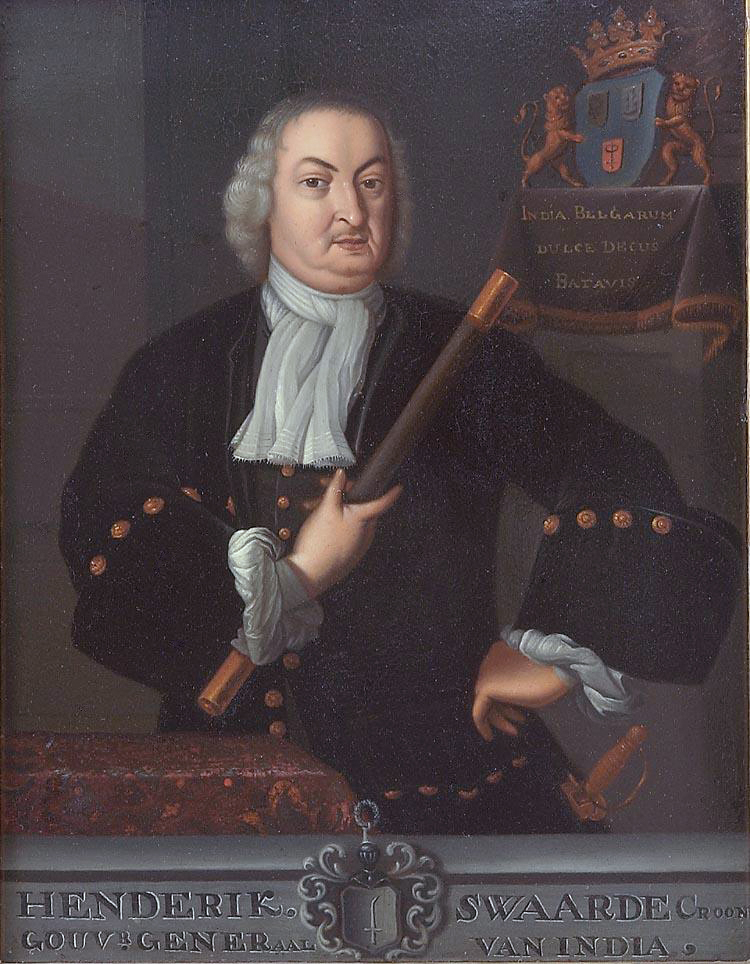
Hendrik Swaardecroon

Hendrick Zwaardecroon (auch Henricus Zwaardecroon) (* 26. Januar 1667 in Rotterdam, Niederlande; † 12. August 1728 in Batavia (heutige Jakarta), Niederländisch-Indien) war von 1718 bis 1725 Generalgouverneur von Niederländisch-Indien.
Nach dem Tod von Christoffel van Swoll wurde Zwaardecroon am 12. November 1718 zum Generalgouverneur der Kolonie ernannt. Erst zwei Jahre später wurde die Ernennung bestätigt.
Während seiner Amtszeit hätte er mit Unruhen in Batavia zu kämpfen.